# 禹
禹（？-？），姒姓，夏后氏，传说名文命，後世尊稱为大禹。远古时期中国神话人物，是黃帝軒轅氏八世孫，因在大禹治水中成功治理洪水之患的故事而广为人知。传说中，禹是中国历史上第一个家天下政權夏朝的开创者，定都于阳城（具体所在有多种说法）。禹在尧时被封为夏伯，故史書又称伯禹、夏禹。在道教信仰裡，禹也被尊為水官大帝、水仙尊王。

## 生平

### 早期生活
以黃帝軒轅氏到禹，共八世：禹的父親鯀，鯀的五世祖叫顓頊，顓頊的父親叫昌意，昌意是嫘祖为黄帝所生的次子。禹的父親鯀被封在汶山石紐地區（今四川省北川縣），母親是有莘氏之女，名叫女志，也叫女嬉。禹幼年隨父親鯀東遷，來到中原。其父鯀被帝堯封於崇（即中岳嵩山）。帝堯時，中原洪水氾濫造成水患災禍，百姓愁苦不堪。帝堯命令鯀治水，但九年後還未能平息水災，根據《史記 夏本紀》記載，帝舜繼任後發現鯀治水不力，便把他流放到羽山至死，接著命鯀的兒子禹繼任治水之職。

### 處理洪水

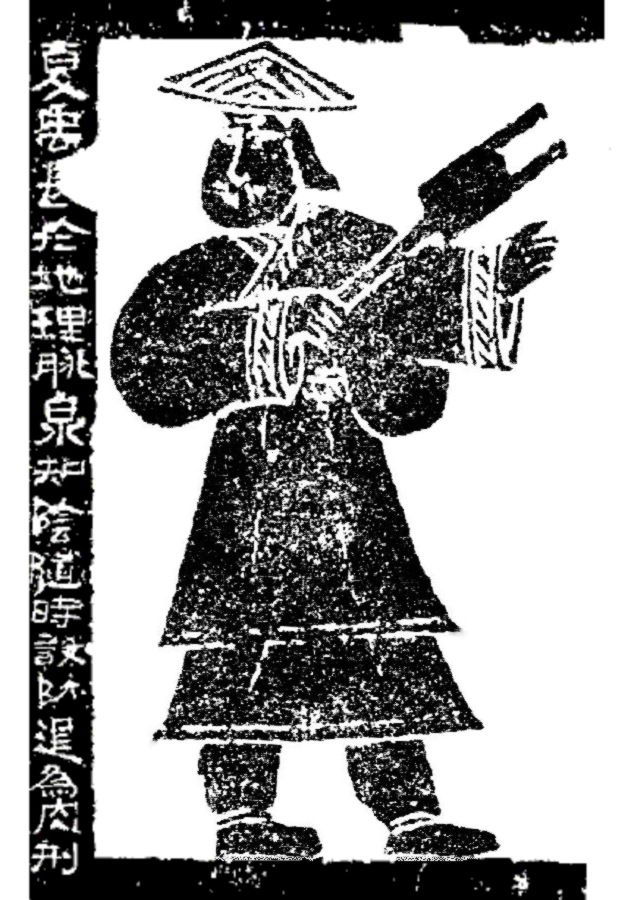
大禹手持耒耜治水圖

禹與伯益和后稷合作，徵召百姓整治水患，他檢討父親治水失敗的原因，改革以疏導方式，順應水流，開通河道，將積水引進大海。
經過了十三年治理，禹成功消除了洪水，由於整治黃河水患有功，受舜禪讓繼帝位。夏禹登位，立國號為夏，夏朝正式建立。

### 即位與政績

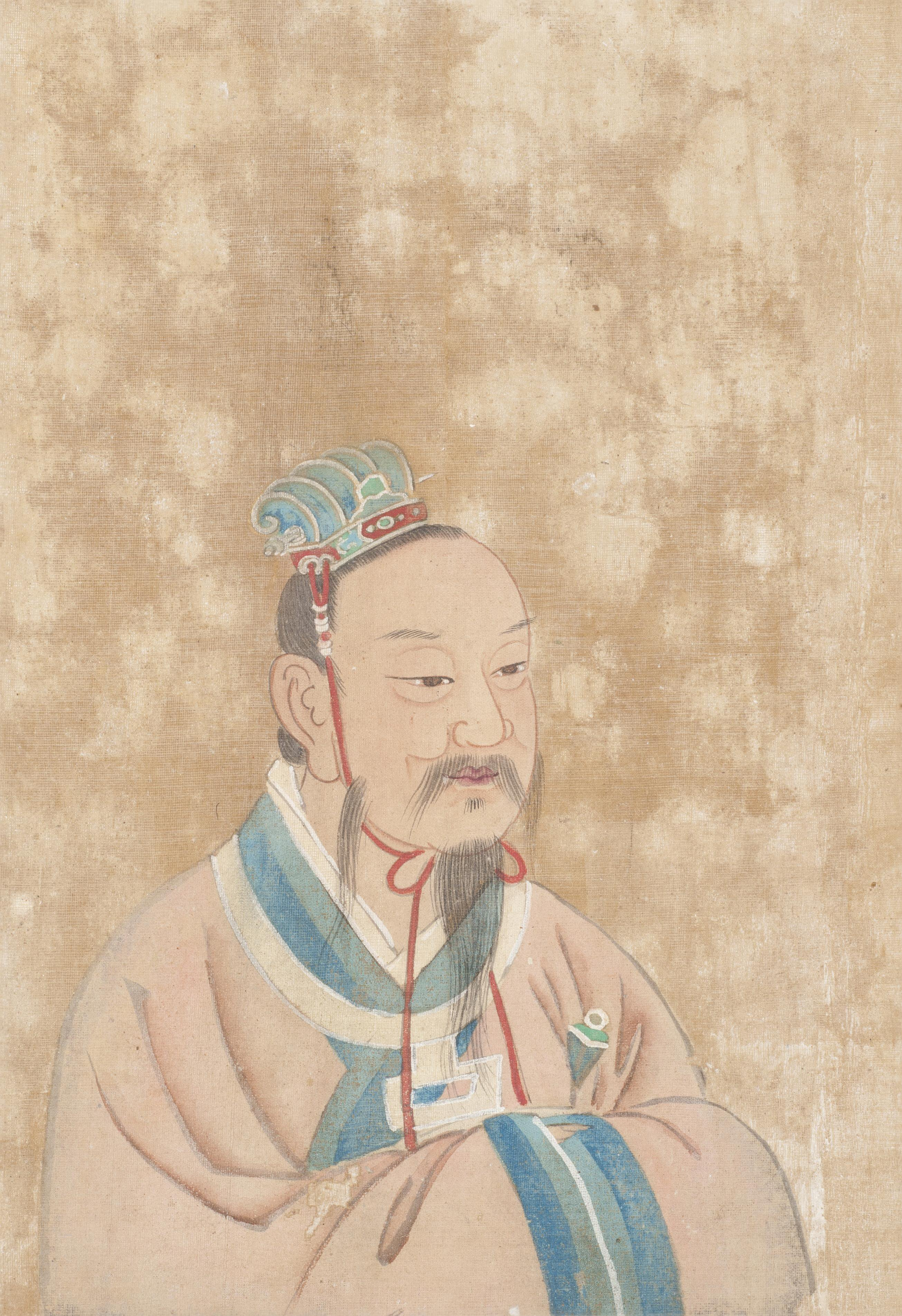
大禹

帝舜在位三十三年時，正式把天子位禪讓給禹。十七年以後，舜在南巡中逝世。三年治喪結束，禹避居夏地的一個小邑陽城，將帝位讓給舜的兒子商均，但天下的諸侯都離開商均去朝見禹王。諸侯的擁戴下，五十三歲的禹王正式即天子位，以安邑（今山西夏縣）為都城，國號夏。分封丹朱於唐，分封商均於虞。改定曆日稱為夏曆，以建寅之月為歲首 ( 正月 )。
禹即位後，推行一系列制度以鞏固統治。經濟方面，後立「貢法」以定賦稅，一夫授田五十畝，其中五畝 ( 十分之一 ) 入貢。社會方面，定車制以別尊卑，任用發明馬車的奚仲為車正，在馬車上加掛旌旗來識別尊卑身份。
為了防止酒後亂性喪志導致國家衰敗覆亡，禹提出絕旨酒，禁止王公大臣飲酒作樂，成為最早推行禁酒令的帝王。。
在治國上，禹設立「五音聽治」制度──懸掛鐘、鼓、磐、鐸、鞀五種樂器，廣納四方才士：講經說道者擊鼓，告誡諭義者擊鐘，討論政事者敲鐸，陳述民間疾苦者擊磐，申訴訴訟者搖鞀。又收天下銅鑄九鼎，象徵天下共主之權威。《說苑》記載大禹“卑小宮室，損薄飲食，土階三等，衣裳細布。”
传说禹建都阳翟（河南禹县）后召集夏和夷的部落首领与涂山，史称涂山之会。

### 討伐三苗
三苗是五帝時代生活在黃河流域的族群，與中原地區的華夏部落聯盟長期抗衡，在堯、舜時期雙方不斷爆發衝突，禹在位期間對三苗發動戰爭，並將三苗部落擊潰。

### 堯舜禹非禪讓說
《竹书纪年》等书记载：舜囚禁了尧并夺取帝位，禹又逼迫舜让位。尧、舜、禹之间都是武力胁迫，并不是和平禅让。
后世亦有人怀疑尧、舜、禹所谓的禅让，曹丕篡夺汉献帝之后，感叹道：“舜禹之事，吾知之矣。”李白的《远别离》说：“尧幽囚，舜野死。”

### 繼承與逝世
禹曾推舉皋陶為其繼承人，但皋陶比禹早死，之後推舉益為繼承人。在位第十年，禹於向東巡狩至會稽時駕崩，三年後，益把帝位讓給禹的兒子啟王。
禹死後葬於會稽山，其子啟王為禹建立《大禹陵》(在今日浙江紹興東南郊的會稽山，並由禹陵、禹祠、禹廟三大建築群組成)
。
在绍兴禹陵村，夏禹姒姓后代世代为禹守陵至今，但浙江大学历史学系教授仓修良认为这种说法绝不可信。

## 影響
夏禹王是為華夏民族的歷史發展作出了巨大貢獻的歷史人物。他的功績不僅在於治理洪水，發展國家生產，使人民安居樂業，更重要的是結束華夏原始社會部落聯盟的社會組織形態，創造了“國家”這一新型的社會政治形態。夏禹王完成了國家的建立，用階級代替原始社會，以文明時代社會代替野蠻時代社會，推動中國帝王室歷史沿革發展。

## 考古证据

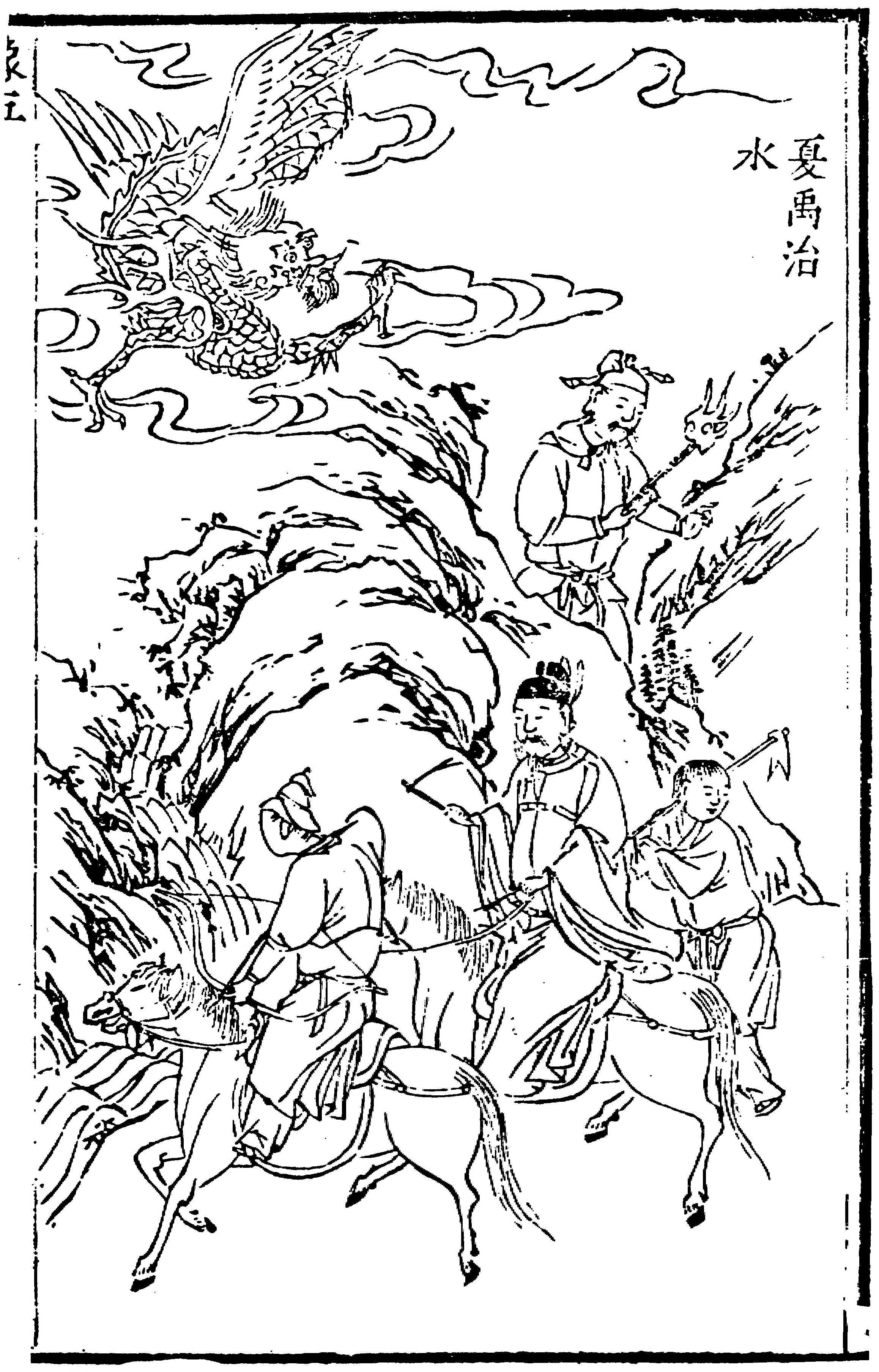
夏禹治水

- 与禹王同时代的出土文物及商朝甲骨文中尚未发现关于禹王的记载。目前所能找到的最早提到禹王的文物是约一千年以后西周的遂公盨[21]，此外还有齐侯钟、秦公簋。
- 顾颉刚经过考证，认为“禹”这个字的字源与龍有一定的关系，因此關於大禹的崇拜可能最早來自對更早的動物紋飾的誤讀，並和關於龍王的傳説有關，至周代初年原先的“禹”传说已化为“最早的人”，而后世传说中比禹更早的传说人物（如尧、舜等）则为周人所创造。然而这种观点被别人夸张成“禹是一條龍”，再被夸张成為“禹是一條蟲”。這種观点在当时受到史學家柳翼謀等人的反对，但由于没有同时代甚至离开禹王时代一千年以内的文物或文字记载可以佐证，因此无法确凿的辨别禹传说最早的形态。
- 2016年7月《科學》期刊刊登論文，南京師範大學地理系教授吳慶龍和普度大學教授葛蘭傑聯合研究，表明公元前1920年左右青海省地區有過大地震引發的山崩，之後堰塞湖阻斷黃河，幾個月後積水滿溢時潰堤，導致大洪水，為禍下游2,000公里，洪水高出現代河水位達38公尺。所以大禹年代大洪水是可能存在的，只是經過推算並非是一般認知的五六千年前，而是四千年前左右的大禹時代，那時若有一人帶領眾人疏導河水求取生路，最後取得政治領導權是有可能的[22]。
- 2020年，禹会村遗址龙山文化城址考古项目确认史籍记载的涂山氏为一座龙山文化城址，年代距今4400年至4100年，整体城址规模超过18万平方米。此处城址是迄今考古发现淮河中游地区规模最大的龙山文化城址。[23]

## 大禹祭祀

### 國祭
夏桀被流放後，商湯封夏王室姒姓一支貴族於杞國，以奉祀宗廟祖先。“杞在商時，或封或絕”。周朝武王克殷後，封禹的後裔東樓公於杞地，延續杞國國祚，主管對禹的祭祀。
大禹王祭祀原为国家祭祀。目前，公祭禹王陵典礼已经恢复为国祭。2021年4月20日，2021年公祭大禹陵典礼在绍兴大禹陵祭祀广场隆重举行。浙江省人大常委会副主任姒健敏，副省长刘小涛，省政协副主席张泽熙，水利部太湖流域管理局副局长徐洪，绍兴市委书记马卫光，市委副书记、市长盛阅春，市人大常委会主任谭志桂，市政协主席魏伟，市委副书记陈澄等出席。

### 道教與民間信仰
道教中，禹被尊為三官大帝中的水官大帝，誕日為十月十五日下元節，另有人尊其為水仙大王。常見奉祀禹的寺廟名稱包含禹帝宮、禹王宮等。

## 紀念
- 中華民國各縣市的大禹路、大禹街
- 中橫公路上的次高點，被時任退輔會主任委員的蔣經國因工程嚴峻，經過重重困難方得以通車的地點，猶如古時大禹治水般的艱辛，故命名為「大禹嶺」。

## 影視作品
- 1988年電影《神州精魂》由杜振清飾演。
- 1995年新加坡電視劇《閻羅傳奇》由嚴華飾演。
- 1996年戲曲電影《大禹治水》由周劍英飾演。
- 2015年電視劇《大舜》由楊錚飾演。

## 外部連結
- 李學勤：〈遂公盨與大禹治水傳說〉 （页面存档备份，存于）（2003）

| 前任： 帝舜 | 中国夏朝国君 第1代 | 繼任： 子启 |